# 愛染橋病院
愛染橋病院（あいぜんばしびょういん）は、社会福祉法人石井記念愛染園が大阪府大阪市浪速区日本橋に設置する病院。

## 概要
総合周産期母子医療センターに指定されており、浪速区周辺における周産期、母子医療において重要な役割を担っている。248床のうち、母体胎児集中治療室(MFICU)9床、新生児集中治療室(NICU)18床、回復治療室(GCU)20床を備える。
公益財団法人日本医療機能評価機構認定病院(病院評価結果：3rdG:Ver.1.1(2回目,2016年6月3日認定,2021年6月2日認定有効期限))。
社会福祉法に基づく無料定額診療事業を行っている。

## 沿革
- 1917年（大正6年) 4月 - 財団法人石井記念愛染園設立
- 1937年（昭和12年）6月 - 大阪市南区愛染橋（現・浪速区日本橋東）に開院[4]。
- 1945年（昭和20年) 3月 - 空襲により本館焼失。
- 1965年（昭和40年）9月 - 総合病院認可。
- 2005年（平成17年）8月 - 現在の場所に新築移転。
- 2005年（平成17年）9月 - 総合周産期母子医療センター認可。
- 2014年（平成26年) 10月 - 認可病床数の変更（274床→263床）
- 2016年（平成28年) 9月 - 認可病床数の変更（263床→253床）
- 2020年（令和2年）12月- 認可病床数の変更（253床→252床）
- 2022年（令和4年）4月- 認可病床数の変更（252床→248床）

## 診療科
(この節の出典)
- 内科
- 小児科
- 外科
- 小児外科
- 整形外科
- 形成外科
- 産婦人科
- 耳鼻咽喉科
- 皮膚科（外来のみ）
- 眼科（外来のみ）
- リハビリテーション科
- 放射線科
- 麻酔科
- 泌尿器科

## 医療機関の認定
(この節の出典)
- 保険医療機関
- 労災保険指定病院
- 生活保護法指定病院(中国残留邦人等の円滑な帰国の促進並びに永住帰国した中国残留邦人等及び特定配偶者の自立の支援に関する法律(平成6年法律第30号)に基づく指定医療機関を含む。)
- 母体保護法指定医の配置されている医療機関
- 総合周産期母子医療センター
- 指定小児慢性特定疾病医療機関
- 指定養育病院
- 臨床研修病院
- 精神保健指定医の配置されている医療機関
- 指定自立支援病院（更生医療）
- 指定自立支援病院（育成医療）
- 結核指定病院
- 特定疾患治療研究事業委託医療機関
- 原子爆弾被害者一般疾病医療取扱病院
- DPC対象病院
- 在宅療養後方支援病院
- 無料低額診療事業実施医療機関
- 診療科名中に産婦人科、産科又は婦人科を有する病院にあっては、公益財団法人日本医療機能評価機構が定める産科医療補償制度標準補償約款と同一の産科医療補償約款に基づく補償の有無

## 交通アクセス
- OsakaMetro堺筋線「恵美須町駅」1B出入口から徒歩約1分。

## 周辺
- でんでんタウン 日本橋電器街
- 大阪市立浪速小学校・日本橋中学校（公立小中一貫校）

## 移転前
現在の場所に移転する前の住所は、大阪市浪速区日本橋東3丁目1の11。移転後には大阪市立日東小学校の敷地となる。
1909年（明治42年）に慈善事業家の石井十次によって設立された、愛染橋夜学校、愛染橋保育所、日本橋同情館開所と隣接しており、当院と同じく財団法人石井記念愛染園によって運営されていた。